# Tương tác gen

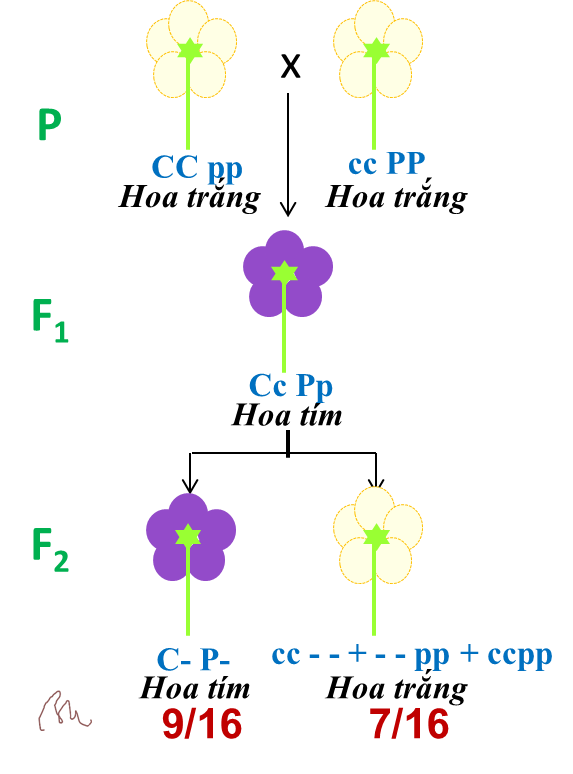
Hình 1: Tỉ lệ 9 tím: 7 trắng không theo quy luật Mendel.

Tương tác gen là sự tác động tương hỗ giữa nhiều gen không alen với nhau - còn gọi là tác động tương hỗ giữa các gen không tương ứng nhau - trong quá trình xác định một tính trạng của sinh vật.
Thuật ngữ "tương tác gen" trong tiếng Anh là epistasis, tiếng Pháp là épistasie, tiếng Nga là Эписта́з đều có nghĩa chính là chỉ sự tác động lẫn nhau giữa nhiều a-len khác lô-cut cùng quy định một tính trạng của sinh vật

## Tổng quan
Mỗi gen là một đoạn của chuỗi xoắn kép DNA chiếm một vị trí nhất định gọi là lô-cut trên nhiễm sắc thể mang DNA đó. Một gen có thể có những biến dạng khác nhau gọi là a-len. Ví dụ: theo Menđen thì gen quy định màu của hạt đậu Hà Lan có thể là A (quy định màu vàng) hay a (quy định màu lục). Ở ví dụ này, người ta nói: gen quy định màu của hạt đậu có 2 a-len là A và a, nghĩa là các gen này tương ứng với nhau, hay như hiện nay thường quen diễn đạt là "gen a-len" với nhau và chúng có cùng lô-cut. Một alen trội có thể "lấn át" alen lặn tương ứng với nó, như A "át" a thì vẫn được coi là có tác động với nhau, nhưng lại không được gọi là tương tác gen theo nghĩa trình bày ở đây. Trong trường hợp này có tác giả gọi là "tương tác trong một gen", và có thể gặp các kiểu như: tương tác trội - lặn (A > a), tương tác đồng trội (A >< B >O), v.v.

## Lược sử nghiên cứu
Thuật ngữ "tương tác gen" có thể được ra đời vào khoảng những năm 1910 xuất phát từ các thí nghiệm của hai nhà di truyền học người Anh là William Bateson (1861 - 1926) và Reginald Punnett (1875 - 1967) vào năm 1905 về các hiện tượng di truyền không theo định luật Mendel.

### Thí nghiệm của Bateson và Punnett
- Thí nghiệm của hai ông tiến hành trên cây đậu thơm (Lathyrus odoratus, còn gọi là cây hương đậu hay đậu ngọt) đã được giới thiệu ở nhiều sách giáo khoa Sinh học trên thế giới và ở Việt Nam.[3][5] Trong thí nghiệm này, Bateson và Punnett cho lai hai dòng hoa trắng (P) đều thuần chủng và thu được tất cả thế hệ F1 có hoa tím. Hiện tượng này vào thời đó rất kỳ lạ, bởi P đều là hoa màu trắng và thuần chủng cả. Sau đó, khi cho các cây F1 tự thụ phấn, thì sinh ra thế hệ F2 có tỉ lệ không phải là 3 trội: 1 lặn, mà lại là 382 hoa tím và 269 hoa trắng, khi sử dụng toán thống kê thì nhận thấy tỷ lệ này xấp xỉ 9: 7 (xem hình 1).[6]
- Ngay từ đầu, Bateson đã cho rằng màu hoa của loài này là kết quả của một gen này nhưng lại bị "che" (ức chế) bởi một gen khác, mà hồi đó (năm 1913) Bateson đã sử dụng thuật ngữ "gen đứng trên" (standing upon gene) để chỉ gen "khác" này và ông cho rằng đây là ngoại lệ trong di truyền.[6]

### Giải thích

##### Giải thích trên cơ sở Sinh hóa học
- Nhiều năm sau, các nghiên cứu được tiến hành và dựa trên giả thuyết của G. Beadle và E. Tatum: "1 gen → 1 enzym" (1941), người ta xác định được cơ chế sinh hóa trong quá trình tạo thành màu hoa đậu thơm này. Cơ chế tóm tắt như sau (hình 2):

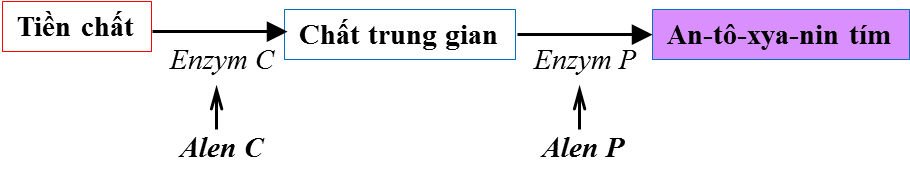
Hình 2: Sơ đồ cổ điển giải thích kiểu tương tác "9:7".

- Một tiền chất (precursor) không màu trong hoa chỉ được biến đổi thành chất trung gian (intermediate) nhờ enzym C được mã hóa bởi alen trội C (color, gen tạo màu), còn alen lặn c không tạo ra sản phẩm này.
- Nếu chất trung gian được tạo thành, thì một enzym khác gọi là P (purple, gen tạo sắc tố tím) sẽ chuyển hóa nó thành sắc tố an-tô-xi-a-nin màu tím; enzym P do alen trội P mã hóa, còn alen lặn p không có chức năng này.[1], [5]
- Vì gen C/c với gen P/p chẳng những không cùng lô-cut với nhau mà còn ở các nhiễm sắc thể khác nhau, nên thí nghiệm của Bateson và Punnett tóm tắt như nhiều người đã biết là:

P: CCpp × ccPP → F1: CcPp → F2: 9 (C-P-) + 7 (cc- - và - - pp).
- Kết quả sơ đồ lai trên được triển khai bằng cách dùng "Bảng Punnett" (Punnett square). Trong thí nghiệm này, các gen vẫn phân li độc lập và tổ hợp ngẫu nhiên theo chi phối của định luật Men-đen, nhưng chúng tác động tương hỗ với nhau mà quy định kiểu hình phân li theo tỉ lệ 9: 7 được xem là biến dạng của tỉ lệ 9: 3: 3: 1 ở định luật di truyền độc lập của Men-đen (bảng 1).

| ♂ ♀    | 1/4 CP    | 1/4 Cp    | 1/4 cP    | 1/4 cp    |
| 1/4 CP | 1/16 CCPP | 1/16 CCPp | 1/16 CcPP | 1/16 CcPp |
| 1/4 Cp | 1/16 CCPp | 1/16 CCpp | 1/16 CcPp | 1/16 Ccpp |
| 1/4 cP | 1/16 CcPP | 1/16 CcPp | 1/16 ccPP | 1/16 ccPp |
| 1/4 cp | 1/16 CcPp | 1/16 Ccpp | 1/16 ccPp | 1/16 ccpp |

Đồng thời, nhiều nhà khoa học nhận thấy thực chất của hiện tượng mà Bateson đặt tên là gen đứng trên có tác dụng "che" hay ức chế thì không phù hợp bằng tên tương tác bổ trợ (complementary interaction), nghĩa là lôcut này bổ sung, hỗ trợ cho hiệu quả của lôcut kia.

##### Giải thích trên cơ sở Sinh học phân tử
- Thực ra thì cơ chế phân tử đầy đủ của quá trình trên là phức tạp và gần đây mới được khám phá. Theo các phát hiện đã công bố, thì trong quá trình này có sự tham gia của hàng loạt gen, gồm: gen PAL (phenylalanine ammonia lyase); gen C4H (cinnamate-4-hydroxylase); gen 4CL (hay 4-coumarate là gen mã hóa CoA ligase); gen CHS (chalcone synthase); gen CHI (chalcone isomerase); gen F3H (flavanone 3-hydroxylase); genF3’H (flavonoid 3′-hydroxylase); gen F3’,5’H (flavonoid 3′,5′-hydroxylase); gen DFR (dihydroflavonol 4-reductase); gen ANS (anthocyanidin synthase); gen UFGT (UDP-glucose-flavonoid-glucosyltransferase); gen MT (methyl transferase).[8], [9] Các gen này gồm cả gen điều hòa và gen cấu trúc, mã hóa hàng loạt sản phẩm tương tác với nhau,tạo thành chuỗi phản ứng theo sơ đồ tổng quát ở hình 3.

Chú thích cho hình 3:

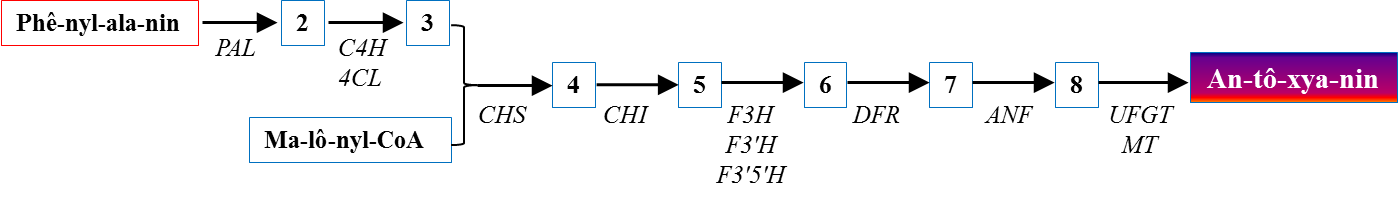
Hình 3: Cơ chế sinh hóa cho kiểu tương tác "9:7".

1 = Phê-nil-a-la-nin (Phe). 2 = Xi-na-mat (Cinnamate). 3 = Cu-ma-rat Cô-en-zym A (Coumarate-CoA). 4 = Xal-côn (Chalcone). 5 = Fla-va-nôn (Flavanone). 6 = Đi-hi-đrô-fla-va-nôn (Dihydroflavonone). 7 = Lơ-cô-an-tô-xi-a-ni-đin (Leucoanthocyanidine). 8 = An-tô-xi-a-ni-đin (Anthocyanidine). 9 = An-tô-xi-a-nin (Anthocyanine).
- Như vậy, so với sơ đồ cổ điển (hình 2), thì tiền chất (precursor) là phê-nin-a-la-nin (Phe), sản phảm cuối trong chuỗi này là an-tô-xia-nin sau sẽ biến đổi thành sắc tố tím; gen C có thể là bất cứ gen nào tổng hợp ra các en-zim ở phần đầu chuỗi phản ứng này, còn gen P có thể là bất cứ gen nào tổng hợp ra các en-zim ở phần còn lại phía cuối chuỗi. Hai gen C và P này hoạt động trên nền di truyền (genetic background) của chuỗi phản ứng sinh hóa trên.

Ngày nay, tương tác gen được coi là cơ chế phổ biến trong quá trình hình thành kiểu hình của cả sinh giới, hơn cả cơ chế tương quan trội-lặn, đa a-len và gen đa hiệu. Trong cơ chế của tương tác gen, thì sản phẩm của một gen được hình thành rồi biểu hiện hiệu quả của nó trên một mặt nền di truyền nhất định, mà ở đó gen này là gen điều biến (modifier genes) một hay nhiều gen khác và ngược lại., 

## Các kiểu tương tác gen
Trong phạm vi của Di truyền học cổ điển thì sự tương tác giữa 2 cặp a-len có lô-cut gen ở các nhiễm sắc thể khác nhau có nhiều kiểu, là biến dạng của tỉ lệ 9:3:3:1, thường được gọi tắt theo tỉ lệ phân li ở F2 khi tiến hành phép lai "kiểu Men-đen" như sau:
-         Tương tác "9:7".
-         Tương tác "9:6:1"
-         Tương tác "9:3:3:1"
-         Tương tác "9:3:4"
-         Tương tác "13:3"
-         Tương tác "12:3:1"
-         Tương tác "15:1".

### Tương tác kiểu "9: 7"
Đã trình bày ở trên.

### Tương tác kiểu "9: 6: 1"
Ở loài bí Cucurbita pepo (hình 4) có ba dạng quả đã được nghiên cứu là dạng quả tròn, quả dẹt và quả dài. Đã xác định hình dạng do hai cặp gen phân li độc lập quy định: bí có kiểu gen chứa cả hai alen khác nhau đều trội (A-B-) thì cho quả dẹt, chỉ có một loại alen trội (aaB- hoặc A-bb) thì cho quả tròn, còn thể đồng hợp lặn (aabb) thì cho quả dài. Phép lai giữa hai dòng quả tròn thuần chủng (P) sinh ra F1 toàn bí dẹt. Khi F1 tự thụ phấn cho sơ đồ lai là:
F1: AaBb × AaBb → F2: 9 dẹt (A-B-) + 6 tròn (aaB- + A-bb) + 1 dài (aabb).

Sơ đồ minh hoạ phép lai này ở hình 5. Có tác giả gọi đây là hiệu quả tích lũy (cumulative effect).

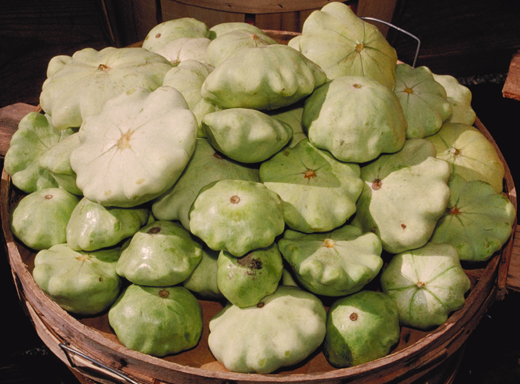
Hình 4: Quả bí dạng dẹt.
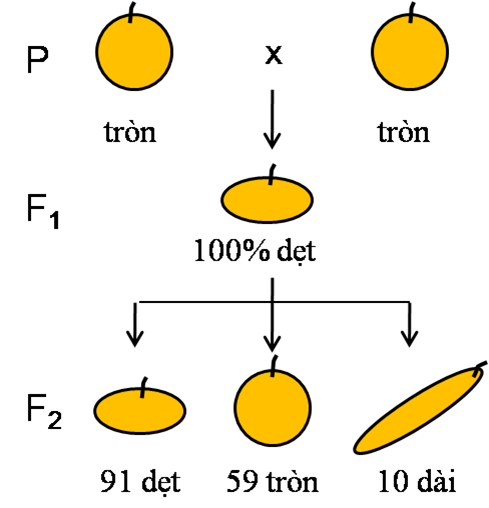
Hình 5: Sơ đồ lai 9:6:1 ở bí ngô Cucurbita pepo.

### Tương tác kiểu "9: 3: 3: 1"
Lúc sinh thời Ba-tê-sơn và Păn-nit còn nghiên cứu về sự di truyền hình dạng mào gà (năm 1906 - 1908) và thấy rằng ở những con gà cùng loài mà hai ông nghiên cứu, thì có 4 kiểu mào chính ở cả gà trống lẫn gà mái:
-         Mào hình quả óc chó hay mồng chích (walnut), kiểu gen A-B-.
-         Mào hình hoa hồng hay mồng chà (wyandotte), kiểu gen A-bb.
-         Mào hình hạt đậu hay mồng dâu (brahma), kiểu gen aaB-.
-         Mào đơn hoặc mào hình lược hay mồng lá (single comb), kiểu gen aabb.
Do đó "lai kiểu Men-đen" cho kết quả là:     F1 = AaBb × AaBb → F2: 9 (A-B-) + 3 (A-bb) + 3 (aaB-) + 1 (aabb).

### Tương tác kiểu "9: 3: 4"
Chó Láp (Labrador Retrievers) là một nòi chó săn mồi gốc Canađa đã được nghiên cứu về sự di truyền màu lông ở cấp độ phân tử, có liên quan tới các thụ thể. Bộ lông của nòi này có 3 màu chính là nâu, vàng  và đen (hình 6).

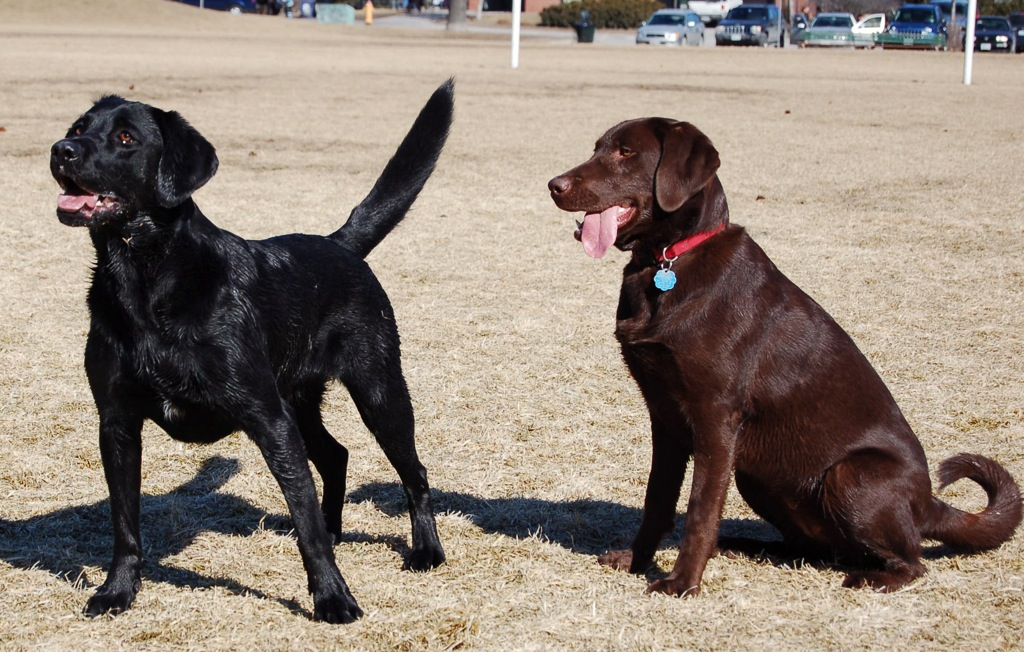
Hình 6: Hai màu lông thường gặp ở Labrador Retrievers.

Phép lai theo sơ đồ cổ điển là F1: AaBb × AaBb → F2: 9 đen (A-B-) + 3 vàng (A-bb) + 4 nâu (aa- -).
Như vậy, gen lặn này (b) đã làm cho gen kia dù trội (A) cũng không biểu hiện, nên gọi là át chế lặn (recessive epistasis).

### Át chế trội kiểu "13: 3"
Primula sinensis đã dịch ra tiếng Việt là cây hoa báo xuân (vì hoa thường nở đúng dịp Tết). Khá gần đây, các nhà nghiên cứu phát hiện ra rằng màu cánh hoa xanh da trời (blue) của chi này cũng di truyền theo mô hình "13: 3" cổ điển nói trên. Màu xanh lơ (hình 7) do sắc tố man-vi-đin (malvidine) tạo ra. Sắc tố này là an-tô-xi-a-nin (anthocyanine) đã mê-tyl hóa, được hình thành nhờ xúc tác của một enzym được mã hóa bởi gen trội A, còn alen lặn a không tạo được enzym. Nhưng sự sản xuất sắc tố này bị ngăn cản bởi gen trội B ở lôcut khác (xem hình 7). Nên phép lai AaBb × AaBb sinh thế hệ con phân li trung bình là 13/16 trắng (A-B- + aa- -) + 3 xanh (A-bb).

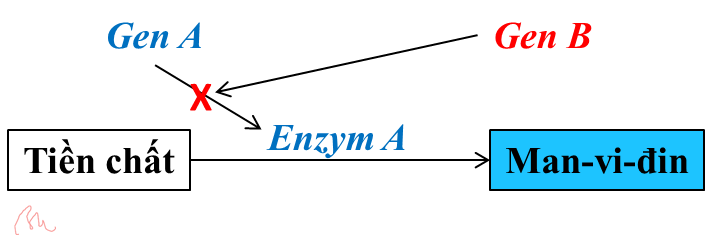
Hình 7: Gen A (trội) bị át chế bởi gen trội khác (B), nên sản phẩm của nó không được tạo ra, kiểu gen A-bb mới tạo ra Man-vi-đin cho hoa màu da trời.

### Át chế trội kiểu "12: 3: 1"
Một ví dụ cổ điển là một giống ngô có kiểu gen A- - - thì cho hạt đỏ, kiểu gen aaB- cho hạt vàng, còn aabb thì hạt không màu (trắng). Phép lai  AaBb × AaBb → 12 đỏ (A- - -) + 3 vàng (aaB-) + 1 trắng (aabb).

### Tương tác cộng gộp tăng dần "15: 1"
Năm 1908, nhà di truyền học Thụy Điển là Nilsson-Ehle đã công bố kết quả "lai theo kiểu Men-đen" của ông trên giống lúa mì Kernel thường có hạt màu đỏ. Màu hạt của giống này được quy định bởi hai lôcut phân li độc lập, mỗi lôcut có hai alen là A/a và B/b. Theo ông, cây nào có càng nhiều alen trội thì màu đỏ càng thẫm. Kết quả trung bình là  15 đỏ: 1 trắng,  nhưng sắc đỏ không đều (đỏ thẫm, đỏ nhạt, hồng, hồng nhạt). Trong kiểu tương tác này, các gen trội có tác động trùng lặp nhau (duplicate action) mà ta đã dịch là tác động cộng gộp, trong đó mỗi alen trội (A hoặc B) đều có khả năng tạo sắc tố đỏ xấp xỉ nhau, riêng các alen lặn không tạo ra sắc tố. Cơ chế sinh hóa của tương tác này được minh họa như sơ đồ ở hình 8.

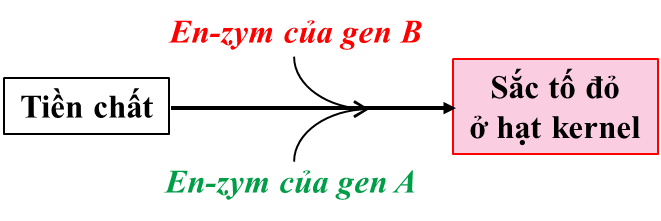
Hình 8: Sơ đồ sinh hoá giải thích tương tác cộng gộp ở lúa mì hạt đỏ

### Tương tác cộng gộp đồng hiệu "15: 1"
Cây Capsella bursa-pastoris L. (cỏ túi chăn cừu) có quả hình tam giác (như túi của người chăn cừu dùng thời xưa), kích thước khoảng 3 × 5 mm, nhưng cũng có quả hình trứng được cho là di truyền theo kiểu hai lôcut cùng hiệu quả như nhau này.  Trong cặp gen A/a và cặp gen B/b thì các gen trội đều quy định hình tam giác, còn thể đồng hợp lặn thì cho hình trứng. Kết quả lai AaBb × AaBb → 15/16 quả tam giác: 1/16 quả hình trứng, không thấy hiện tượng hình tam giác và kích thước quả phụ thuộc vào số gen trội, nghĩa là các gen không có tác động cộng gộp như kiểu ở lúa mì Kernel.
Quan hệ tương tác giữa hai cặp gen ở hai cặp NST tương đồng khác nhau cùng quy định một tính trạng có thể gặp nhiều kiểu. Các kiểu đã trình bày ở trên là thường gặp, thuộc mô hình "tương tác hai gen" (Digenic Epistatic Model) được tóm tắt ở bảng sau, các kiểu khác không trình bày trong bài báo này. Ở Digenic Epistatic Model, các kiểu tương tác đều được phân loại theo tỷ lệ phân li kiểu hình ở đời con (F2) khi cho giao phối cặp bố mẹ (F1) đều là thể dị hợp kép với các gen trội là hoàn toàn, lai theo "kiểu Men-đen" là: AaBb × AaBb. Bởi vậy, tỷ lệ phân li kiểu hình là biến dạng của tỷ lệ 9: 3: 3: 1 (xem bảng 2).
| Kiểu tương tác     | Mô tả | Ghi chú                      |
| Bổ trợ 9:3:3:1     | Khi kiểu gen không có gen trội này, thì gen trội kia biểu hiện tác động riêng; khi cả hai lôcut là trội (A-B-) hoặc đều lặn (aabb) thì chúng tương tác nhau quy định kiểu hình riêng. | 9 A-B- 3 A-bb 3 aaB- 1 aabb  |
| Bổ trợ 9:6:1       | Hai gen trội A và B có tác động riêng (A-bb và aaB-); khi ở chung kiểu gen (A-B-) thì tương tác. Tuy nhiên, đồng hợp lặn aabb thì "che" tạo kiểu hình riêng.                          | 9 A-B- 6 A-bb + aaB- 1 aabb  |
| Bổ trợ 9:7         | Hai cặp gen trội tương tác nhau; nhưng khi thiếu gen trội này thì gen trội kia không biểu hiện.                                                                                       | 9 A-B- 7 A-bb+aaB-+aabb      |
| Át chế lặn 9:3:4   | Cặp alen lặn này "che" kiểu hình của alen trội kia. | 9 A-B- 3 A-bb 4 aaB- + aabb  |
| Át chế trội 12:3:1 | Một gen trội này át gen trội kia, thể đồng hợp lặn có kiểu hình riêng. | 12 A- - - 3 aaB- 1 aabb      |
| Át chế trội 13:3   | Một gen trội này át gen trội kia, thể đồng hợp lặn không có kiểu hình riêng. | 13 A--- + aabb 3 aaB-        |
| Trội cộng gộp 15:1 | Một a-len trội sẽ tăng hiệu quả ở kiểu hình, hoặc một a-len trội gây biểu hiện tính trạng.                                                                                            | 15 A-B- + A-bb + aaB- 1 aabb |

Như vậy, tuy gọi là tương tác gen nghĩa là gen này tác động tới gen kia, nhưng thực ra thì "gen không tương tác trực tiếp với nhau, mà là sản phẩm của gen này tác động trực tiếp tới hoạt động của gen kia, hoặc thường là sản phẩm của gen tương tác trực tiếp hay gián tiếp với nhau" [1].